# جوني مارتن (لاعب كرة قدم أمريكية)
جوني مارتن (بالإنجليزية: Johnny Martin)‏ هو لاعب كرة قدم أمريكية أمريكي، ولد في 9 أغسطس 1916 في ناشفيل في الولايات المتحدة، وتوفي في 17 مارس 1968.